# 오하나
오하나(1985년 1월 8일~)는 대한민국의 펜싱 선수로 주 종목은 플뢰레이다.

## 경력
- 2005년 하계 유니버시아드 대회 펜싱 여자 국가대표
- 2007년 방콕 하계 유니버시아드 대회 펜싱 여자 국가대표
- 2010년 아시안 게임 여자 펜싱 국가대표
- 2012년 하계 올림픽 펜싱 여자 국가대표

## 학력
- 성신여자대학교 대학원
- 성남여자고등학교
- 성남여자중학교
- 희망대초등학교

## 수상

### 수훈
- 체육훈장 맹호장(2019년 10월 15일)